# Louis Dufour (hockey sur glace, 1873)
Pour les articles homonymes, voir Louis Dufour.
Louis Dufour (né en 1873 aux Avants, mort le 12 avril 1944 à Aubonne) est un joueur professionnel suisse de hockey sur glace.
Il est le père de Louis Dufour, ; père et fils participent ensemble aux Jeux olympiques de 1920,.

## Carrière
Louis Dufour est hôtelier et possède le Grand-Hôtel des Avants et l'Hôtel de Sonloup. Il amène le hockey aux Avants en 1904 en voyant les touristes britanniques.
Il joue d'abord avec le Hockey Club Rosey Gstaad, puis le Hockey Club Les Avants avec qui il est champion de Suisse en 1912 en 1913. Après la Première Guerre mondiale, il est au Hockey Club Bellerive Vevey, champion en 1920.
Il souffre d'une grave blessure du tendon d'Achille en janvier 1914 qui le met de côté pendant un long moment.
Louis Dufour participe avec l'équipe nationale aux Jeux olympiques de 1920 à Anvers, ; il est réserviste et ne joue qu'un match (contre la Suède). Il participe aussi aux championnats d'Europe 1910, et 1911,,.
Louis Dufour est cofondateur de la fédération suisse de hockey sur glace, dont il est le vice-président de 1908 à 1916 et le trésorier de 1916 à 1920.
Il organise le premier championnats d'Europe en 1910.
Il entraîne la toute première équipe du Hockey Club La Chaux-de-Fonds en 1921-1922,.
Il est aussi un pionnier du ski en commandant une paire de skis à Christiania (aujourd'hui Oslo) en Norvège dès 1890.